# Kamisu
Kamisu (japanska: 神栖市 ?, Kamisu-shi) är en stad i Ibaraki prefektur i Japan. Staden fick stadsrättigheter 2005.